# Reserva natural estricta de Kíntrixi
La reserva natural estricta de Kíntrixi és una àrea protegida del municipi de Kobuleti, regió d'Adjària, a Geòrgia, a la part alta del riu Kíntrixi, a una altitud de 300-2.500 metres sobre el nivell del mar, entre el poble Tskhemvani (Tskhemlovana) i les muntanyes Khino. Es va establir el 1959 per preservar el bosc relicte i la flora i la fauna endèmiques de Shuamta.
Les àrees protegides de Kíntrixi inclouen la reserva natural estricta de Kíntrixi i el Parc nacional de Kíntrixi.

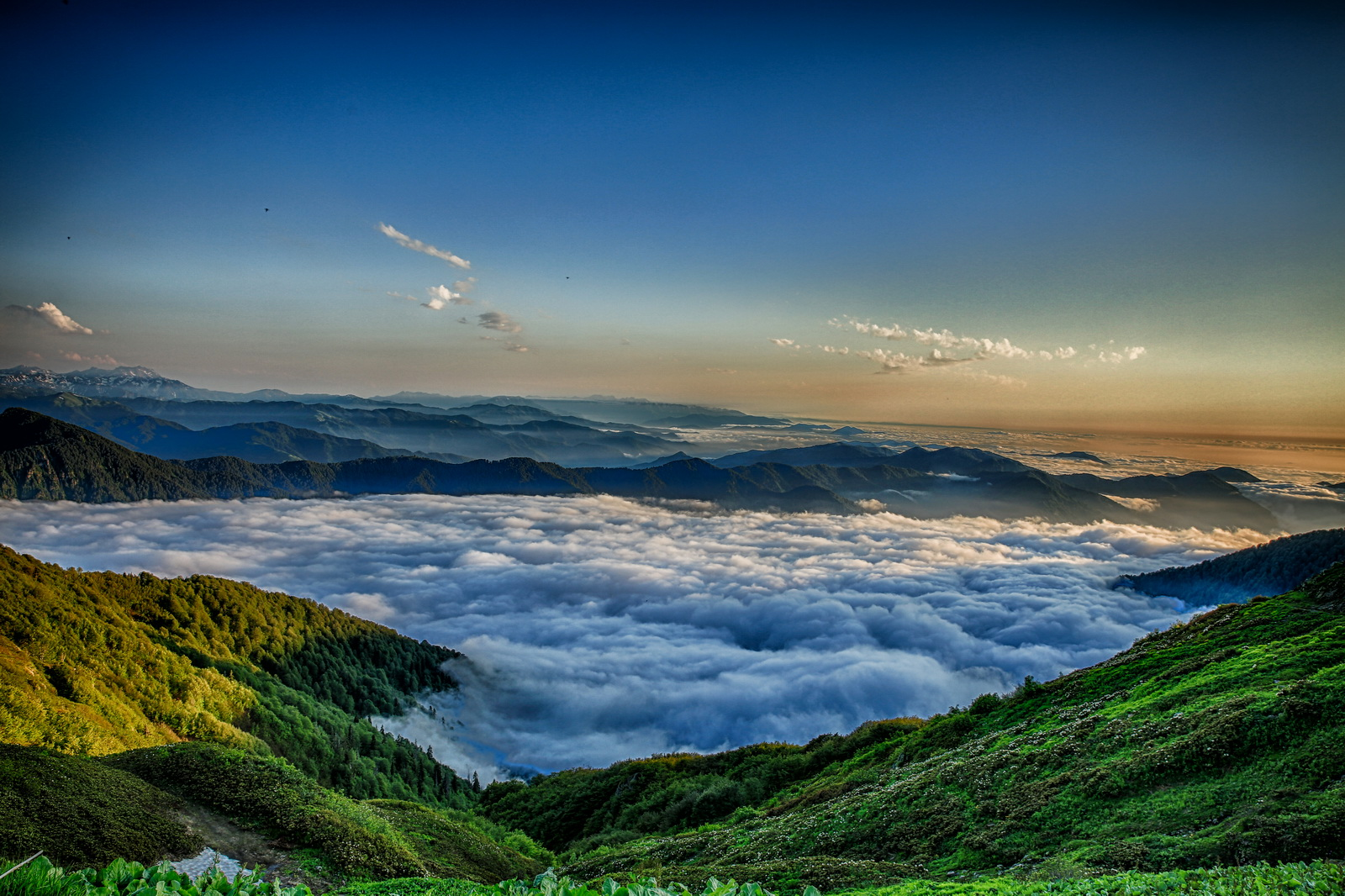
Vista des de l'àrea protegida de Kíntrixi

## Geografia
La reserva natural estricta de Kíntrixi es troba a la vall del riu Kíntrixi, que prové de la muntanya de Khino i es descarrega al mar Negre prop de l'estació de Kobuleti. A la cota més baixa, les àrees protegides de Kíntrixi es troben a 300 m sobre el nivell del mar, i les pastures alpines es troben a una altitud de 2.500 m. La reserva natural estricta de Kíntrixi limita al nord amb l'administració forestal de Kobuleti, a l'est amb el municipi de Xuakhevi, al sud amb el municipi de Keda i al sud-oest amb el Parc nacional de Mtírala. A les altes muntanyes de la reserva a una alçada de 2200 m hi ha un petit llac anomenat Tbikeli. El llac proper, Sidzerdzali, està fora dels límits de la reserva.

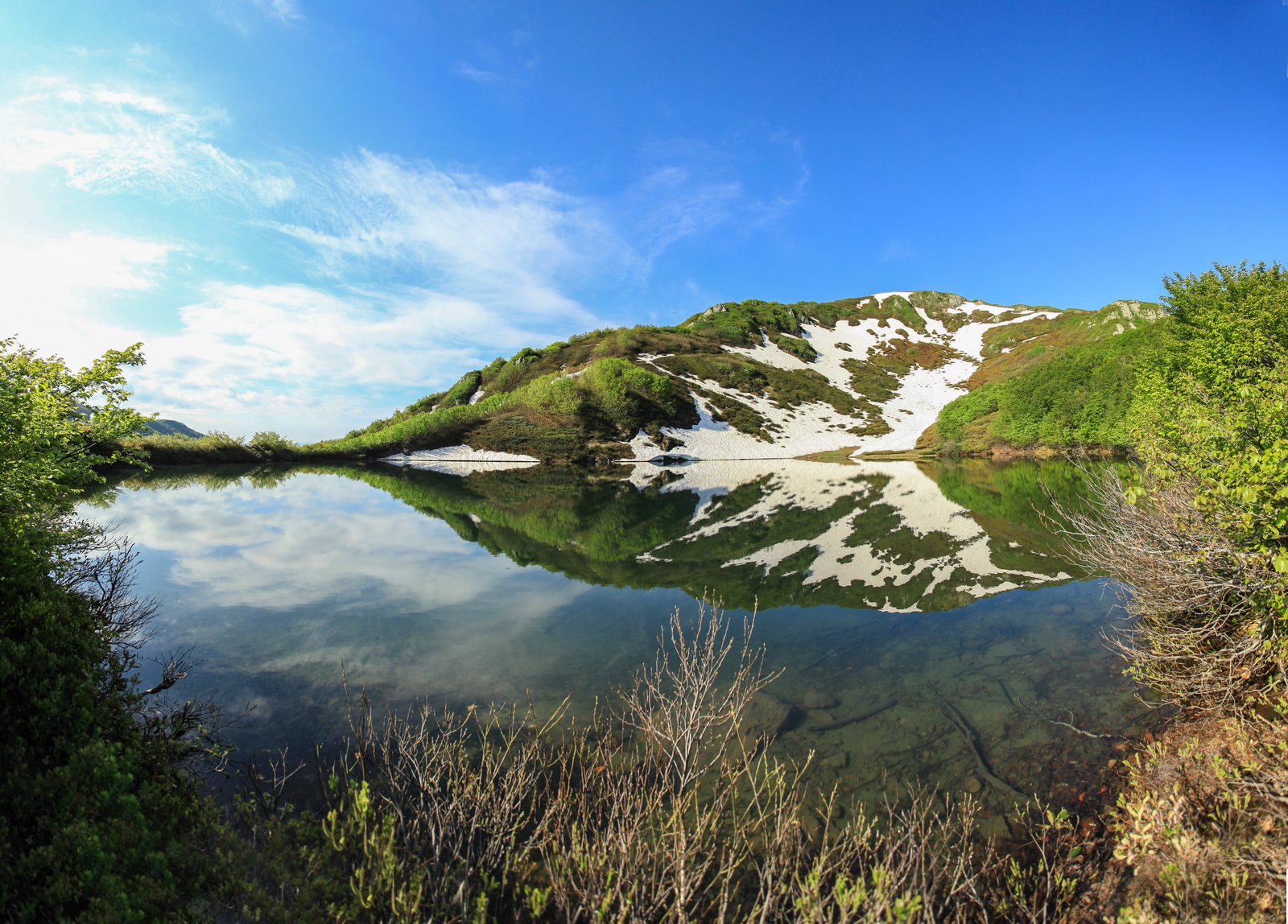
llac Tbikeli

## Clima
Les muntanyes circumdants atrapen l'aire humit del mar, proporcionant així una elevada humitat del clima de Kíntrixi.Al llarg de l'any, la quantitat de precipitacions (3000 mm) és la mateixa que a la costa d'Adjària. La temperatura mitjana de l'agost és de + 24 °C i el gener de + 4 °C.